# Qingtuan
Le qingtuan (chinois simplifié : 青团 ; chinois traditionnel : 青糰 ; pinyin : qīngtuán est un mets chinois à base de farine de riz gluant, fourré, utilisé pendant la fête des morts chinoise, Qingmingjie. Généralement, le qingtuan est consommé en Chine et préparé et consommé comme nourriture de rue.

## Origine
La tradition de manger du qingtuan lors du Qingmingjie est issue du jour qui précède cet événement, Hanshi, en Chine (un ou deux jours avant la fête des morts). La coutume du Hanshi veut que les qu'il n'y ait aucun feu et aucune méthode de cuisson pour les aliments. Les gens ne peuvent manger que des aliments qui n'ont pas besoin d'être chauffés. Par conséquent, des aliments tels que le qingtuan peuvent être préparés un jour à l'avance et peuvent satisfaire la faim. Plus tard, le Hanshi a évolué vers le Qingmingjie, et le qingtuan consommé lors du Hanshi est devenu un aliment essentiel pour le dans l'est et le sud de la Chine.

## Ingrédients
Les principaux ingrédients du qingtuan traditionnel sont la farine de riz gluant, l'armoise chinoise ou l'herbe d'orge, et la pâte de haricots rouges ou noirs. Les étapes générales de la fabrication du qingtuan sont les suivantes : l'armoise est d'abord écrasée et pressée pour obtenir le jus vert. Ensuite, on mélange le jus vert avec la farine de riz gluant lorsqu'elle est encore chaude et on la pétrit pour obtenir une pâte. Diviser la pâte et la pâte de haricot en quantités égales de petites boules. Ensuite, il faut mettre la pâte de haricots et un peu d'huile de saindoux dans la boule de farine, la rouler en une boule ronde, et la mettre dans un cuiseur vapeur. Elle est alors prête à être servie.